# Миссия Дарвина
«Миссия Дарвина» (англ. G-Force) — комедийный фильм, который Джерри Брукхаймер создал для компании Walt Disney Pictures в формате Disney Digital 3D. Сценарий фильма написали Кормак и Мэриен Уибберли. Этот фильм стал режиссёрским дебютом Хойта Йитмена, который раньше работал в области визуальных эффектов (премия «Оскар» за «Бездну»). Среди его работ было пять совместных фильмов с Брукхаймером: «Багровый прилив», «Скала», «Воздушная тюрьма», «Армагеддон» и «Кенгуру Джекпот». Фильм выпустили 23 июля 2009 года. В российский кинопрокат фильм вышел 20 августа 2009 года.

## Сюжет
«Миссия Дарвина» — это суперкоманда морских свинок, которые выполняют задание правительства США. Для выполнения специальных заданий зверьков подготовил один учёный, и теперь они могут проникать в места, недоступные для людей, вооружившись самыми современными технологиями.
В спецподразделение входят:
Дарвин — командир отряда, спец по коммуникациям;
Хуарес — единственная девушка в команде, спец по боевым искусствам;
Спеклз — компьютерный гений и «разум» команды;
Бластер — «мускулы» команды;
Харли — брат Дарвина и новый член команды. Вместе им предстоит остановить некого мистера Яньчжу, которым оказывается Спеклз («Яньчжу» с китайского означает «крот»), крот хочет отомстить «людишкам» за то что они безжалостно истребляют его сородичей. Но месть эта берёт своё начало не с пустого места: в детстве работники химстанции убили его семью, а перед смертью отец даёт Спеклзу указание, во что бы то ни стало поквитаться с обидчиками. И вот спустя много лет Спеклз собрал «Кластерную бурю» — огромного робота из разной техники, с помощью которого хочет выполнить план мести — притянуть магнитным лучём с орбиты Земли космический мусор и заставить людей прятаться под землёй как кроты. Дарвин хочет остановить Спеклза в кабине робота ещё перед началом его активации, но тот говорит что даже сейчас с его народом поступают не лучше: (Вбей в Google слово «крот», 3 миллиона результатов, но не о том как нас кормить или содержать, все 3 миллиона о том, как истреблять нас!)
Однако Дарвину удаётся переубедить Спеклза и вдвоём они отключают Кластерную бурю и спасают Землю.

## Озвучивание
- Николас Кейдж — крот Спеклз
- Стив Бушеми — хомяк Баки
- Трейси Морган — морская свинка Бластер
- Пенелопа Крус — морская свинка Хуарес
- Сэм Рокуэлл — морская свинка Дарвин
- Джон Фавро — морская свинка Харли

## В ролях
- Билл Найи — Леонард Сейбер
- Уилл Арнетт — Кип Киллиан, агент правительства
- Зак Галифианакис — Бен
- Келли Гарнер — Марси
- Ниси Нэш — Розалита
- Лудон Уэйнрайт-третий — дедушка Гудман
- Тайлер Патрик Джонс — Коннор
- Пайпер Маккензи Харрис — Пенни
- Крис Эллис — начальник АНБ
- Гэбриел Кассеус — Картер
- Джастин Минтелл — Террелл

## Компьютерная игра
В июле 2009 года была выпущена компьютерная игра по мотивам фильма для платформ PlayStation 3, PlayStation 2, Xbox 360, Wii, PlayStation Portable, PC и Nintendo DS.